# Zâmbia nos Jogos Olímpicos de Verão de 2016
A Zâmbia é um dos países participantes nos Jogos Olímpicos de 2016 no Rio de Janeiro (Brasil, entre 5 e 21 de Agosto. de 2016.

## Atletismo
Dois atletas zambianos qualificaram-se para o atletismo:
Legenda
- Nota – As classificações das provas de pista são apenas dentro da manga em que o atleta competiu
- Q = Qualificado para a ronda seguinte
- q = Qualificado em repescagens ou, noas provas de pista, através da posição sem alcançar a marca para a qualificação
- RN = Recorde nacional
- N/A = Ronda não existente nessa prova
- Ise = Atleta isento de competir nessa ronda

Masculino
Pista e estrada
| Atleta            | Prova    | Manga     | Manga         | Quartos-de-final | Quartos-de-final | Semi-final | Semi-final    | Final     | Final         |
| Atleta            | Prova    | Resultado | Classificação | Resultado        | Classificação    | Resultado  | Classificação | Resultado | Classificação |
| ----------------- | -------- | --------- | ------------- | ---------------- | ---------------- | ---------- | ------------- | --------- | ------------- |
| Jordan Chipangama | Maratona | —         | —             | —                | —                | —          | —             |           |               |
| Gerald Phiri      | 100 m    | Ise       | Ise           |                  |                  |            |               |           |               |

Feminino
Pista e estrada
| Atleta         | Prova | Manga     | Manga         | Semi-final | Semi-final    | Final     | Final         |
| Atleta         | Prova | Resultado | Classificação | Resultado  | Classificação | Resultado | Classificação |
| -------------- | ----- | --------- | ------------- | ---------- | ------------- | --------- | ------------- |
| Kabange Mupopo | 200 m |           |               |            |               |           |               |
| Kabange Mupopo | 400 m |           |               |            |               |           |               |

## Boxe
A Zâmbia foi convidada no âmbito da Solidariedade Olímpica (Comissão Tripartida) para enviar um atleta masculino para competir na classe Peso meio-médio masculino.
| Atleta       | Prova                     | 16avos-de-final      | 8avos-de-final       | Quartos-de-final     | Semi-finais          | Final                | Final         |
| Atleta       | Prova                     | Adversário Resultado | Adversário Resultado | Adversário Resultado | Adversário Resultado | Adversário Resultado | Classificação |
| ------------ | ------------------------- | -------------------- | -------------------- | -------------------- | -------------------- | -------------------- | ------------- |
| Benny Muziyo | Peso meio-médio masculino | TUR Sipal            |                      |                      |                      |                      |               |

## Judô
Um judoca da Zâmbia conseguiu o "passaporte" para os 66 kg masculino nos Jogos. Mathews Punza ficou num dos lugares de qualificação continentais da região africana, como o melhor judoca zambiano imediatamente fora de uma posição de qualificação na Lista do Ranking Mundial da IJF em 30 de Maio de 2016.
| Atleta        | Prova            | 32avos-de-final      | 16avos-de-final         | 8avos-de-final         | Quartos-de-final     | Semi-finais          | Repescagem           | Final / MB           | Final / MB    |
| Atleta        | Prova            | Adversário Resultado | Adversário Resultado    | Adversário Resultado   | Adversário Resultado | Adversário Resultado | Adversário Resultado | Adversário Resultado | Classificação |
| ------------- | ---------------- | -------------------- | ----------------------- | ---------------------- | -------------------- | -------------------- | -------------------- | -------------------- | ------------- |
| Mathews Punza | −66 kg masculino | Ise                  | ISR Pollack V por Ippon | SLO Gomboc D por Ippon | Não se apurou        | Não se apurou        | Não se apurou        | Não se apurou        | Não se apurou |

## Natação
A Zâmbia recebeu um convite da FINA no âmbito da Universalidade para enviar dois nadadores (um masculino, outro feminino) às Olimpíadas.
| Athlete              | Prova                    | Manga | Manga         | Semi-final | Semi-final    | Final | Final         |
| Athlete              | Prova                    | Tempo | Classificação | Tempo      | Classificação | Tempo | Classificação |
| -------------------- | ------------------------ | ----- | ------------- | ---------- | ------------- | ----- | ------------- |
| Ralph Goveia         | 100 m mariposa masculino |       |               |            |               |       |               |
| Jade Ashleigh Howard | 100 m livres feminino    |       |               |            |               |       |               |